# Aqköl Aūdany
Aqköl Aūdany är ett distrikt i Kazakstan.   Det ligger i oblystet Aqmola, i den centrala delen av landet, 110 km norr om huvudstaden Astana.
Följande samhällen finns i Aqköl Aūdany:
- Aleksejevka